# Prędkość maksymalna

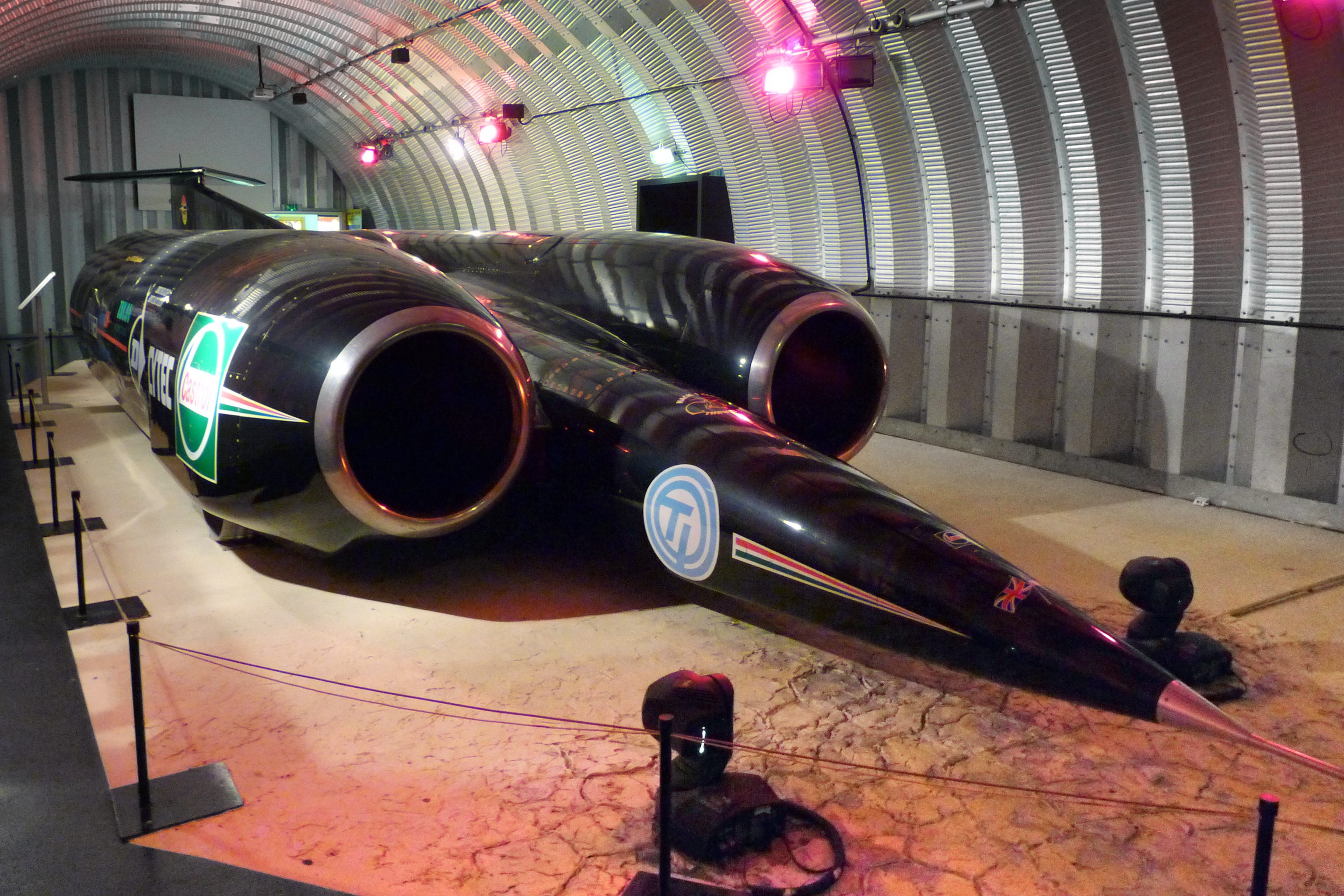
Brytyjski samochód Thrust SSC, którego prędkość maksymalna wynosi 1228 km/h

Prędkość maksymalna – największa możliwa do osiągnięcia przez pojazd prędkość w ruchu poziomym (prostopadle do siły grawitacji). Jest ona funkcją konstrukcji pojazdu i warunków zewnętrznych.